# Flughafen Nagpur

i8
i11
i13
Der ca. 315 m hoch gelegene Flughafen Nagpur (englisch Nagpur Airport; auch Dr. Babasaheb Ambedkar International Airport, IATA-Code: NAG, ICAO-Code: VANP) ist ein internationaler Flughafen ca. 8 km südwestlich der Millionenstadt Nagpur im Osten des indischen Bundesstaats Maharashtra.

## Geschichte
Ein Flugfeld existiert schon seit dem Jahr 1918. Wegen seiner zentralen Lage wurde der Flughafen bis in die 1970er Jahre für Postzwecke benutzt. In den 2000er Jahren wurde der Flughafen erneut ausgebaut, so dass er auch für Düsenflugzeuge geeignet ist.

## Verbindungen
Der Flughafen Nagpur wird von mehreren indischen Fluggesellschaften angeflogen. Es gibt Flüge zu zahlreichen nationalen Zielen (darunter Mumbai, Pune, Delhi, Bengaluru, Ahmedabad u. a.); internationale Flüge finden derzeit nicht statt.

## Zwischenfälle
- Am 2. Februar 1955 wurde eine Douglas DC-3/C-47A-20-DK der Indian Airlines (Luftfahrzeugkennzeichen VT-CVB) nach dem nächtlichen Start vom Flughafen Nagpur in einer Kurve auf den Boden geflogen, zerlegte sich und ging in Flammen auf. Bei diesem CFIT (Controlled flight into terrain) wurden alle 10 Insassen getötet, vier Besatzungsmitglieder und 6 Passagiere.[4]

- Am 25. April 1966 wurde eine Douglas DC-3/C-47A-1-DK der Indian Airlines (VT-DDR) bei der Landung auf dem Flughafen Nagpur durch eine plötzliche, starke Seitenwindbö in starkem Regen von der Landebahn gedrückt und kollidierte mit Hindernissen. Das Flugzeug wurde irreparabel beschädigt. Alle drei Besatzungsmitglieder, die einzigen Insassen, überlebten den Unfall.[5]

## Sonstiges
- Der Flughafen verfügt über eine Start-/Landebahn von 3200 m Länge und ist mit ILS ausgestattet.
- Betreiber ist die Bundesbehörde Airports Authority of India.